# Peter V. Zima
Peter V. Zima (Prag, 1946.) je književni teoretičar česko-njemačkog podrijetla. Posjeduje austrijsko i nizozemsko državljanstvo.

## Daljnje čitanje
- Clanak: "Peter V. Zima: Dialogische Theorie. Zum Problem der wissenschaftlichen Kommunikation in den Sozialwissenschaften", in: Ethik und Sozialwissenschaften. Streitforum für Erwägungskultur, EuS 10, Heft 4, 1999, str. 585-597.

- S. Bartoli, D-. Böhme, T. Floreancig (eds.), Das Subjekt in Literatur und Kunst. Festschrift für Peter V. Zima, Francke, Tübingen, 2011.

- "Die Romanistik eines Außenseiters" (autobiografija), in: K. D. Ertler (ed.),  Romanistik als Passion. Sternstunden der neueren Fachgeschichte, LIT VBerlag, Bec, 2018, ISBN 978-3-643-50882-9

- Rozhovor s Petrem Zimou (Interview with Jan Schneider, University of Olomouc), in: Aluze. Casopis pro Literaturu, Filosofii a jiné, UP Olomouc 2/99, pp. 86–91.